# بیبی‌یانی
بیبی‌یانی (به لاتین: Bibiyani یا Bibiyoni) یک منطقه مسکونی در جمهوری آذربایجان است که در شهرستان لریک واقع شده‌است. بیبی‌یانی ۸۴۹ نفر جمعیت دارد.

## ریشه واژه
هونی در زبان تالشی به‌معنی چشمه است و بی‌بی‌هونی یا بی‌بی‌یانی یعنی چشمه بی‌بی یا چشمه خانم.